# ليندا باك
ليندا باك (بالإنجليزية Linda B. Buck) عالمة أمريكية حاصلة على جائزة نوبل في الطب عام 2004 مشاركةً مع مواطنها ريتشارد أكسل وذلك لاكتشافاتهما في مجال المستقبلات الشمية ووظائف الجهاز الشمي وتنظيمها.
ولدت ليندا باك في سياتل بولاية واشنطن الأمريكية عام 1947 لأب من أصول أيرلندية يعمل مهندساً كهربائياً وأم من أصول سويدية، وكانت الثالثة في الترتيب بين بناتهما الثلاث.
تخرجت في جامعة واشنطن حيث كانت تنوي التخصص في الطب النفسي، ولكنها غيرت مسارها عام 1975 بالتحاقها بقسم الميكروبيولوجيا بالمركز الطبي التابع لجامعة تكساس في مدينة دالاس، وهو القسم الذي كان قد توسع لتوه ليشمل دراسة علم المناعة (الذي كان علماً جديداً في ذلك الوقت) إلى جانب دراسة الكائنات الدقيقة.
بعد حصولها على دكتوراه الفلسفة في علم المناعة من مركز الجنوب الغربي الطبي بمدينة دالاس (التابع لجامعة تكساس) (بالإنجليزية University of Texas Southwestern Medical Center at Dallas) في عام 1980، انتقلت باك في العام ذاته إلى جامعة كولومبيا في مدينة نيويورك لاستكمال أبحاث ما بعد الدكتوراه في علم المناعة تحت إشراف أكسل شريكها في الجائزة.
وفي عام 1991 انتقلت باك إلى جامعة هارفارد في بوسطن لتعمل بوظيفة أستاذ مساعد بقسم البيولوجيا العصبية، حيث وسعت من خبراتها في مجال أبحاث الجهاز العصبي. وقد تركز اهتمامها البحثي على كيفية التقاط الأنف للفيرومونات والروائح المختلفة، وكيفية إدراكها وتفسيرها بواسطة المخ.

## عضويتها في الجمعيات المتخصصة

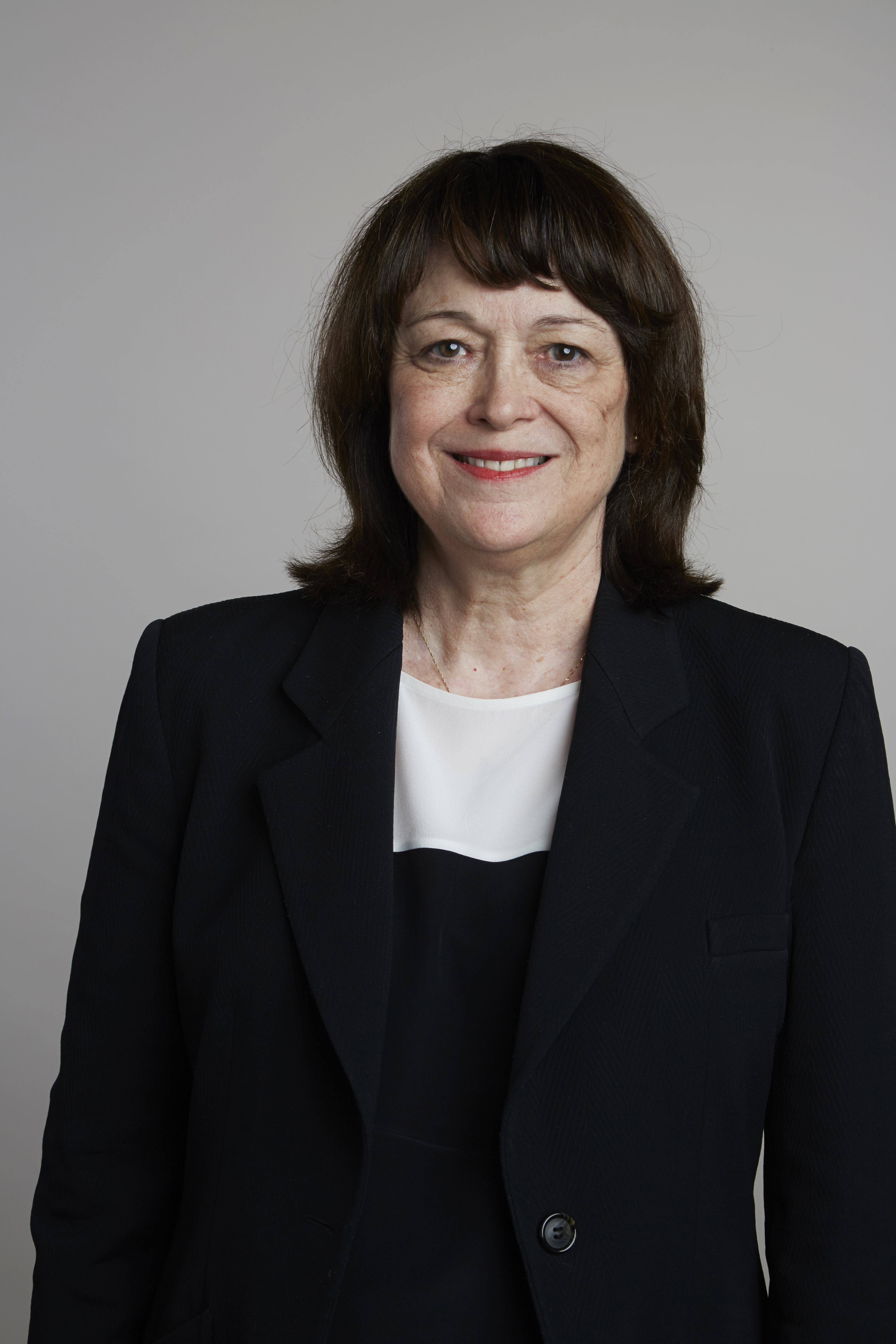
ليندا باك في عام 2015 ، صورة عبر الجمعية الملكية

ليندا باك هي عضو عامل بقسم العلوم الطبية الأساسية في مركز فرد هاتشينسون لأبحاث السرطان (بلإنجليزية Fred Hutchinson Cancer Research Center) وأستاذ منتسب لعلم وظائف الأعضاء والفيزياء الحيوية في جامعة واشنطن بمدينة سياتل، وباحث بمعهد هوارد هيوز الطبي، كما منحت عضوية الأكاديمية الوطنية (الأمريكية) للعلوم سنة 2004.

## روابط خارجية
- ليندا باك على موقع الموسوعة البريطانية (الإنجليزية)
- ليندا باك على موقع مونزينجر (الألمانية)
- ليندا باك على موقع إن إن دي بي (الإنجليزية)